# Oria
För andra betydelser, se Oria (olika betydelser).
Oria är en kommun i provinsen Brindisi i regionen Apulien i Italien.  Kommunen hade 15 094 invånare (2017).
Under antiken kallades Oria för Hyria, Uria eller Hyrium och det var en av messapiernas viktigaste städer. Hyria låg norr om Manduria, sydväst om Brundisium och sydöst om Tarentum. Hyria hade även rätt att prägla mynt mellan 217 f.Kr. och 84 f.Kr. Motivet var ofta Iapagus som var iapygernas nationalhjälte. Hyria erövrades av romarna och förstördes år 924 och 977. År 1266 belägrades staden av Manfred av Sicilien. 
Asteroid 9590 Hyria är uppkallad efter han heder. 

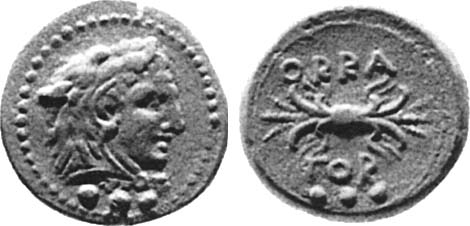
Ett messapiskt mynt från staden Oria som föreställer Herakles.

## Vänorter
Följande vänorter har Oriq
- Tyskland Lorch
- Polen Miekinia
- Italien Sarteano